# Tori Peña
Victoria Peña, detta Tori (Los Alamitos, 30 luglio 1987), è un'ex astista statunitense naturalizzata irlandese.

## Biografia
Nata in California da padre di origine messicana e madre con discendenze irlandesi, ha iniziato a muovere i primi passi nell'atletica leggera al college e continuato presso l'UCLA, dove ha fatto parto della squadra universitaria.
Peña ha potuto ottenere, nel 2010, grazie alle origini della nonna, nata a Derry, la cittadinanza irlandese e poter gareggiare per lo stato insulare europeo nelle competizioni internazionali. Ha subito conquistato il record nazionale della specialità, vinto i campionati nazionali e partecipato, sempre nello stesso anno, agli Europei di Barcellona. Peña ha preso parte anche a due edizioni dei Giochi olimpici debuttando a Londra 2012 e replicandosi a Rio de Janeiro 2016, gara che ha sancito per lei la fine delle competizioni agonistiche.

## Palmarès
| Anno                            | Manifestazione  | Sede           | Evento           | Risultato | Prestazione | Note             |
| ------------------------------- | --------------- | -------------- | ---------------- | --------- | ----------- | ---------------- |
| In rappresentanza dell' Irlanda |                 |                |                  |           |             |                  |
| 2010                            | Europei         | Barcellona     | Salto con l'asta | 21ª (q)   | 4,15 m      | Record nazionale |
| 2011                            | Europei indoor  | Parigi         | Salto con l'asta | 12ª (q)   | 4,35 m      | Record nazionale |
| 2011                            | Mondiali        | Taegu          | Salto con l'asta | 30ª (q)   | 4,10 m      |                  |
| 2012                            | Europei         | Helsinki       | Salto con l'asta | 16ª (q)   | 4,35 m      |                  |
| 2012                            | Giochi olimpici | Londra         | Salto con l'asta | nm (q)    | nm (q)      |                  |
| 2013                            | Europei indoor  | Göteborg       | Salto con l'asta | 15ª (q)   | 4,16 m      |                  |
| 2013                            | Mondiali        | Mosca          | Salto con l'asta | 18ª (q)   | 4,30 m      |                  |
| 2015                            | Mondiali        | Pechino        | Salto con l'asta | 20ª (q)   | 4,30 m      |                  |
| 2016                            | Europei         | Amsterdam      | Salto con l'asta | 15ª (q)   | 4,35 m      |                  |
| 2016                            | Giochi olimpici | Rio de Janeiro | Salto con l'asta | 27ª (q)   | 4,30 m      |                  |

## Altre competizioni internazionali
2013
- Argento nella First League degli Europei a squadre ( Dublino), salto con l'asta - 4,30 m